# Cynodon dactylon
La gramigna rossa (Cynodon dactylon (L.) Pers., 1805) è una pianta erbacea perenne, appartenente alla famiglia delle Graminacee. Volgarmente è anche conosciuta con il nome di erba canina.
È molto competitiva, presenta un esteso apparato radicale. Viene anche utilizzata in tappeti erbosi con clima caldo, vista la sua elevata resistenza al calpestamento, ed è considerata una pianta infestante di prati e campi.
Nonostante sia una graminacea, le proprietà allergeniche dei suoi pollini si distinguono dalle altre piante della famiglia.

## Descrizione

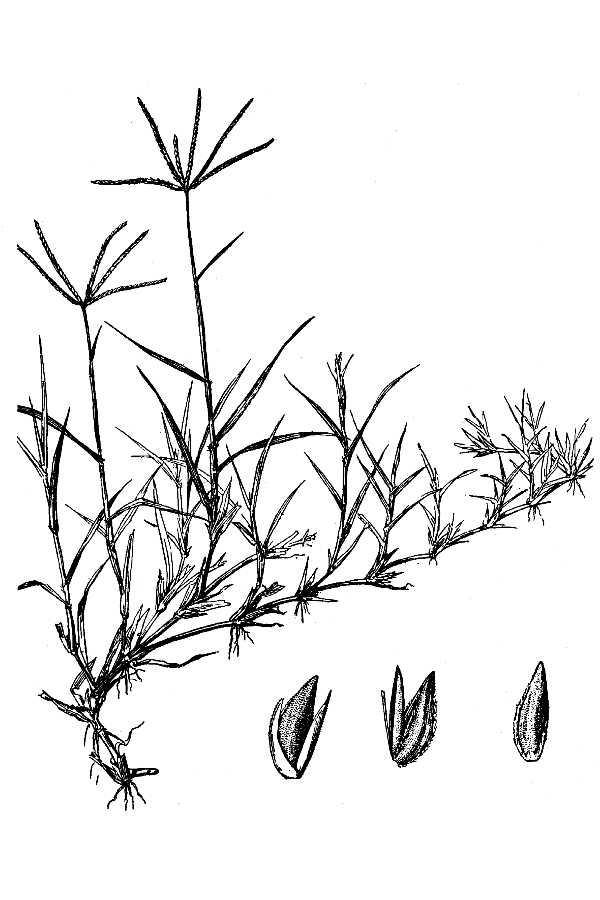
Cynodon dactylon

Le foglie sono di colore verdognolo e sono corte, solitamente tra 2 e 15 cm, con margini ruvidi.
I fusti eretti possono crescere da 1 a 30 cm di altezza; essi sono leggermente appiattiti e spesso hanno sfumature violacee.
I semi sono prodotti in gruppi di spighe (da 3 a 6) poste insieme alla sommità del fusto; ogni spiga è lunga da 2 a 5 cm.
la gramigna rossa possiede un profondo apparato radicale. In condizioni di siccità con suolo penetrabile, l'apparato radicale può crescere ad oltre 2 m di profondità, sebbene la maggior parte della massa delle radici si trovi a meno di 60 cm dalla superficie. si sviluppa strisciando lungo il suolo e sviluppa radici dovunque un nodo tocchi il suolo, formando un denso groviglio.
Cynodon dactylon si riproduce mediante semi, radici da nuovi nodi e rizomi.
La crescita inizia a temperature superiori ai 15 °C e diviene ottimale tra 24 e 37 °C; in inverno, la gramigna diviene dormiente, assumendo una colorazione bruna. La crescita è promossa dal pieno sole e ritardata dalla piena ombra, come ad esempio vicino ai tronchi degli alberi.

## Distribuzione e habitat
Cynodon dactylon è probabilmente originaria dell'India, da dove si è diffusa sino a divenire presente in tutto il mondo.
Predilige climi temperati caldi e tropicali, essendo la sua temperatura ottimale di crescita pari a circa 35 °C. Vive dal livello del mare fino a circa 2200 m s.l.m.
Cynodon dactylon predilige terreni secchi, ricchi di sostanze nutritive, poveri di humus e per lo più sabbiosi. Essa è leggermente tollerante alla salinità e anche molto resistente al freddo.
A nord delle Alpi non è originariamente presente, ma potrebbe essersi diffusa assieme alla diffusione della viticoltura. La gramigna rossa è molto diffusa in Italia in campi e orti.
In Europa centrale, questa erba cresce in aree sabbiose, come ad esempio ai bordi delle strade e nelle discariche.

## Usi

### Usi terapeutici
Sono note le sue proprietà diuretiche. La gramigna rossa è un'erba officinale e un'erba medicinale, anche se poco conosciuta.

### Usi gastronomici
Usata nell'antichità come ingrediente per la panificazione e per la preparazione della birra, le foglie tenere si possono mangiare in insalata. I germogli, biancastri e teneri, si possono bollire e condire e sono una pietanza nutriente.